# 王敷極
王敷極（16世紀—17世紀），字辰光、訓南，號福庶，河南開封府蘭陽縣人，明朝政治人物。

## 生平
王敷極自小聰明、博覽群書，尤其喜歡先秦西漢作品，萬曆四十年（1612年）中舉人，崇禎七年（1634年）成進士，先在吏部觀政，本年六月獲授濟南府推官，為官剛正、判案明允，沒有積壓案件獲上級重視，山東六府疑案都讓他推敲。之後他奉命巡鹽，堅拒商人拿出三千兩金賄賂，令眾商賈詫異，刻石在海岸紀念其德行，再稽查泰山香積，把解額以外羨餘二千兩用作買麥以備賑濟，人們用「一簾秋月，四野春風」歌謠來稱頌他；八年（1635年）因父母去世回鄉，送別他的士民連綿數百里直達河岸，並建生祠祭祀，很快因病去世，著有《風蘭草》、《書經義》各百餘卷流傳。

## 家族
曾祖王景佐；祖父王大曆；父王前，貢生、泗州訓導，載人物志，兄崇禎三年舉人王建極。兒子王士冠、太學生王士升。

## 引用
1. 1 2  民國《蘭陽縣志·卷七·人物志》：王敷極 字辰光，一字訓南，號福庶，前之子，穎異倜儻，幼年篤學博極群書，尤嗜先秦西漢文字，十行俱下；萬曆壬子舉於鄉，甲戌登進士，授山東濟南府推官，孤行己意、剛正不狥，聽斷明允、案無留牘，直指禹深為引重，六府疑案咸比推敲。奉委巡鹽，商人以三千金常例私餽，峻拒不受，眾賈異之，勒石海岸紀其德；稽查泰山香積，除解額外羨餘二千金盡糴穀麥備賑濟，人有「一簾秋月，四野春風」之歌，引疾歸里，士民遮送者絡繹數百里直達河岸，方涕泗而返，建祠尸祝，尋以疾卒，著有《風蘭草》、《書經義》各百餘卷行世，子士冠有父風，士升名太學。
2. ↑  《崇禎七年甲戌科進士三代履歷便覽》：王敷極，曾祖景佐；祖大；父前，泗州抚守佐乡宾。福畴，書四房，辛丑年五月二十五日生，蘭陽人，壬子三十五名，会二百五十三名，二甲八名，吏部政，授濟南府推官，乙亥丁憂。
3. ↑  《崇禎七年甲戌科進士履歷便覽》：王敷極，曾祖景佐，祖大曆，父前□訓援□□□鄉賢載人物志。字辰光，號福庶，書三房，辛丑年五月二十五日生，開封府蘭陽縣人，壬子鄉試，□□□名，三甲八名，吏部觀政，六月授濟南府推官，乙亥丁憂。